# 中華英雄 (1988年電影)
《中華英雄》是李連杰迄今唯一執導的電影作品，徐小明任動作導演，1988年於香港上映。

## 演員表

### 主演演員
| 演員   | 角色 | 備註 |
| 李連杰 | 小   |      |
| 趙爾康 |      |      |
| 宋 佳  |      |      |

### 合演演員
| 演員                    | 角色 | 備註 |
| 張 錚                   |      |      |
| 劉宏坤                  |      |      |
| Yashin Swalihu Mohammed |      |      |
| Gavin Charles Mcowan    |      |      |

## 幕後工作
- 動作導演：徐小明
- 執行導演：施揚平
- 執行製片：黃應章
- 美術指導：王季平
- 副導演：林克明、梁香蘭、捷爾戈
- 副武術指導：林迪安、谷軒昭、曹榮
- 武術組：范冬雨、吳傑強、尹元輝、李元青、鄧偉耀、袁錦輝、陳開明、劉家成、高振和、劉紹春、王森貴、李坤、耿燕、張春仲
- 爆破特效：卓榮生
- 煙火：彭相東
- 音樂剪輯：鄧少林
- 燈光領班：歐球
- 燈光：陳景源、鄭家城
- 攝影助理：王志偉、夏治平
- 化妝：郭小玉
- 特技化妝：李玉萍
- 髮飾：仇小梅
- 道具：劉觀清、簡銳光、孫建秋
- 服裝：李燕文
- 服裝洗熨：史菊英
- 劇照：黃培
- 場記：余麗燕
- 場務：孫錫三、陳桂綸
- 木工：曹灼
- 助理製片：譚錦萌、康志強、池恆青
- 劇務：謝添勝、李連勝
- 翻譯：林岳雄、李麗儀
- 配音：李忠強製作公司
- 效果：鄺偉雄
- 錄音室：清水灣電影製片廠
- 錄音：黃鈞世、張望

## 外部連結
- 香港影庫上《中華英雄》的資料（繁體中文）
- 时光网上《中華英雄》的資料（简体中文）
- 豆瓣电影上《中華英雄》的資料 （简体中文）
- 爛番茄上《中華英雄》的資料（英文）
- AllMovie上《中華英雄》的资料（英文）
- 互联网电影数据库（IMDb）上《中華英雄》的资料（英文）